# Gavy Santos
Gavy Yorely Santos Robayo (Líbano, Tolima, Colombia; 1 de febrero de 1993) más conocida como Gavy Santos es una futbolista colombiana. Juega de defensora central en UAI Urquiza de la Primera División A de Argentina.

## Trayectoria

### Inicios
Comenzó jugando desde los 7 años en "Fair Play del Líbano", a sus 15 años integró el club Estudiantes de Ibagué. Formó parte de selecciones de Tolima. Fue parte del club Talento Tolimense de Ibagué, luego de diversos pasos por seleccionados juveniles de Colombia.

### Atlético Huila
Jugó para Las Opitas desde el año 2017 hasta el 2019, fue capitana, siendo sub-campeona en 2017, campeona de la Liga Femenina en 2018 y obtuvo la Copa Libertadores 2018 en Brasil. Abandonó el club debido a que Atlético Huila no disputaría la liga en el año 2020, y fichó por Fortaleza de Bogotá.

### Independiente Santa Fe
En septiembre de 2017 es traspasada a Santa Fe (equipo con el que venía de perder la final del último torneo jugando para Atlético Huila) para disputar la Copa Libertadores de ese año. Luego de su breve paso, volvió a Huila.

### Fortaleza
Ficha por el Fortaleza Fútbol Club en septiembre de 2020 para disputar la temporada 2020/2021. En junio de 2021 se hace oficial su salida del club.

### River Plate
En junio de 2021 se anuncia su fichaje por River Plate, Su llegada al conjunto millonario se dio, según sus palabras, gracias a Mercedes Pereyra y Lucía Martelli quienes fueron sus compañeras en Atlético Huila en 2017.
"La opción se dio gracias a Mercedes Pereyra y Lucia Martelli, fuimos grandes compañeras aquí en Colombia en el Atlético Huila y quedo una bonita amistad. Cuando hizo falta una central en River, ellas dijeron conocemos a alguien y así se empezaron a dar las cosas, le envié mis videos al técnico, les gustó mucho y quede".

### UAI Urquiza
El 28 de diciembre se hace oficial su traspaso al Furgón firmando contrato por 1 año, hasta diciembre de 2024.

## Selección nacional
Desde 2008 comenzó su trayectoria en la selección colombiana, integró los seleccionados Sub-17, Sub-20 y mayor. Fue capitana de las juveniles donde obtuvo dos medallas de oro en los Juegos Bolivarianos y fue parte del mundial sub-17 de Nueva Zelanda.

## Estadísticas

### Clubes
| Club                   | País      | Año             |
| ---------------------- | --------- | --------------- |
| Atlético Huila         | Colombia  | 2017 - 2017     |
| Independiente Santa Fe | Colombia  | 2017 - 2018     |
| Atlético Huila         | Colombia  | 2018 - 2019     |
| Fortaleza Fútbol Club  | Colombia  | 2020 - 2021     |
| River Plate            | Argentina | 2021 - 2022     |
| UAI Urquiza            | Argentina | 2022 - presente |

## Palmarés

### Títulos nacionales
| Título                               | Club           | País      | Año  |
| ------------------------------------ | -------------- | --------- | ---- |
| Liga Águila Femenina 2018            | Atlético Huila | Colombia  | 2018 |
| Copa Federal de Fútbol Femenino 2022 | River Plate    | Argentina | 2022 |

### Títulos internacionales
| Título                          | Club           | País   | Año  |
| ------------------------------- | -------------- | ------ | ---- |
| Copa Libertadores Femenina 2018 | Atlético Huila | Brasil | 2018 |